# Bryan Murray (Eishockeytrainer)

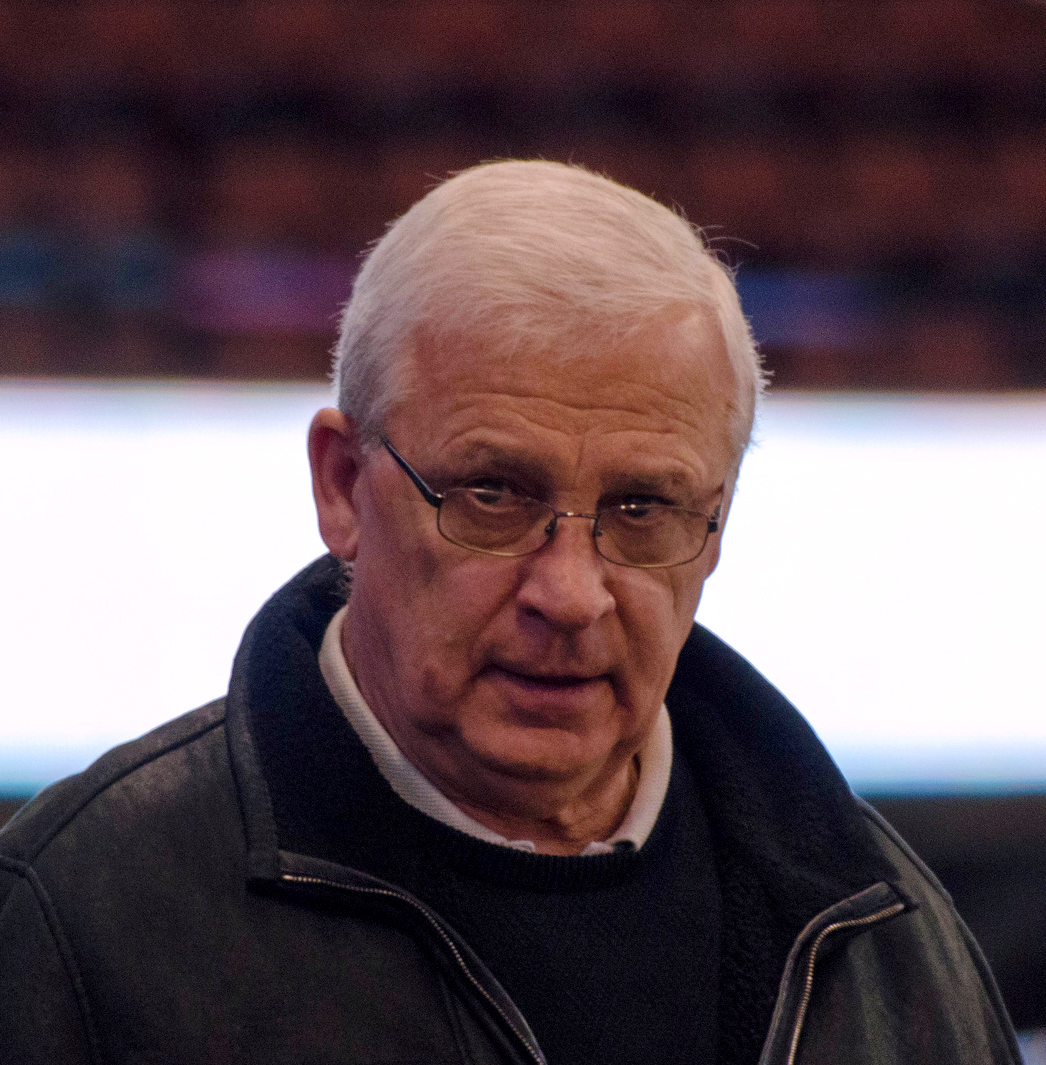
Bryan Murray (2013)

Bryan Clarence Murray (* 5. Dezember 1942 in Shawville, Québec; † 12. August 2017 in Ottawa, Ontario) war ein kanadischer Eishockeytrainer und -funktionär.

## Karriere
Bryan Murray wuchs als eines von zehn Kindern in Shawville auf. In seiner Jugend spielte er bei mehreren Eishockeyteams, konnte sich aber nicht für eine Karriere als professioneller Spieler empfehlen. Er besuchte das Macdonald College in Ste. Anne de Bellevue, wo er neben seinem Studium auch als Trainer des Eishockeyteams arbeitete. Später arbeitete er als Lehrer in Shawville, eröffnete ein Sportgeschäft und kaufte das lokale Hotel.
Nebenbei arbeitete er als Trainer in der CJHL und erhielt 1979 den Job als Cheftrainer in der kanadischen Juniorenliga WHL, wo er die Regina Pats trainieren sollte. Mit ihnen gewann er sofort die WHL-Meisterschaft und spielte mit den Pats in der Endrunde um den Memorial Cup, die wichtigste Eishockeytrophäe in Kanada der 16- bis 21-Jährigen.
1980 wurde er endgültig professioneller Eishockeytrainer und übernahm den Posten des Cheftrainers bei den Hershey Bears in der AHL, dem Farmteam der NHL-Mannschaft Washington Capitals. Unter Murray schafften es die Bears ihre beste Saison seit über 40 Jahren abzuliefern und Murray wurde vom Fachblatt The Hockey News zum Minor-League-Trainer des Jahres ernannt.
Während der Saison 1981/82 wurde der Trainer der Washington Capitals entlassen und Bryan Murray wurde sein Nachfolger. Unter seiner Führung schaffte es das Team 1982/83 zum ersten Mal in seiner Geschichte in die Playoffs und im Jahr darauf konnten sich die Capitals noch einmal um neun Siege in der regulären Saison steigern. Murray erhielt dafür den Jack Adams Award als bester Trainer der NHL. In den nächsten fünf Jahren schafften es die Capitals immer in die Playoffs, doch als sie in der Saison 1989/90 schwächelten und die Qualifikation für die Playoffs in Gefahr geriet, entschied man sich Murray zu entlassen.
Zu Beginn der Saison 1990/91 wurde er von den Detroit Red Wings als Trainer und General Manager verpflichtet. Drei Jahre lang trainierte er das Team und schaffte gute Platzierungen in der regulären Saison, doch in den Playoffs kam spätestens in der zweiten Runde das Aus. Er wurde ersetzt durch Trainerlegende Scotty Bowman, blieb aber noch ein weiteres Jahr bei den Red Wings als General Manager, ehe er 1994 das Franchise verließ. Der große Erfolg blieb für Murray in Detroit somit aus, doch er half in seinen vier Jahren bei dem Team mit, dass sich daraus eine der dominantesten und erfolgreichsten Mannschaften der nächsten Jahre entwickelte.
Gleich im Sommer 1994 erhielt er bei den Florida Panthers eine neue Anstellung als General Manager. Das Team hatte erst eine Saison in der NHL absolviert und Murray sollte eine konkurrenzfähige Mannschaft aufbauen. Und bereits in der Saison 1995/96 standen die Panthers im Finale um den Stanley Cup, wo sie allerdings den Colorado Avalanche unterlegen waren. Die folgenden Jahre verliefen nicht mehr so erfolgreich und nur noch zwei Teilnahmen an den Playoffs sprangen heraus. Murray hatte während der Saison 1997/98 für 59 Spiele das Amt als Cheftrainer inne, nachdem Doug MacLean entlassen wurde. Nach vielen Misserfolgen wurde Murray schließlich während der Saison 2000/01 durch Bill Torrey ersetzt.
Im Sommer 2001 wurde er Trainer der Mighty Ducks of Anaheim, blieb aber nur ein Jahr lang auf diesem Posten, nachdem ihm das Team anbot Senior Vice-President und General Manager des Franchise zu werden. Er nahm das Angebot an und entschied sich für Mike Babcock als sein Nachfolger im Traineramt. Das Team hatte schnell Erfolg und erreichte 2003 das Stanley-Cup-Finale. Im Sommer 2004 überraschte Murray, als er sich entschied von seinen Ämtern in Anaheim zurückzutreten um Cheftrainer bei den Ottawa Senators zu werden.
Sein Debüt als Trainer der Senators musste aber noch etwas warten, da die Saison 2004/05 wegen des Lockout abgesagt wurde. Dafür verlief die Saison 2005/06 umso erfolgreicher. Die Senators erreichten in der regulären Saison den ersten Platz in der Eastern Conference und lagen in der gesamten NHL auf Platz zwei. In den Playoffs scheiterten sie allerdings schon in der zweiten Runde.
In der Saison 2006/07 führte er die Ottawa Senators zu ihrer ersten Teilnahme am Stanley-Cup-Finale. Dort traf er auf sein ehemaliges Team, die Anaheim Ducks. Dominierten in den ersten drei Runden die Topstürmer der Senators die Spiele, wurden sie jedoch in der Finalserie fast komplett ausgeschaltet und Anaheim gewann nach fünf Spielen das Finale.
Trotz des Erfolges trennten sich die Senators nur wenige Wochen später von General Manager John Muckler und Murray übernahm den Posten als General Manager, legte aber sein Traineramt nieder, während sein Assistenztrainer John Paddock den Posten als Cheftrainer übernahm. Die ersten wichtigen Amtshandlungen von Murray waren die Vertragsverlängerungen mit den Stürmerstars Dany Heatley und Jason Spezza. Zwar erwischten die Senators einen sehr guten Saisonstart und führten die Eastern Conference lange Zeit an, verloren die Spitzenposition jedoch auf Grund von mangelnder Konstanz und Trainer John Paddock wurde im Februar 2008 aus seinem Amt entlassen, woraufhin Murray die Mannschaft erneut für 18 Spiele als Cheftrainer übernahm. Zur neuen Saison 2008/09 übergab er den Trainerposten wieder an Craig Hartsburg.
Im April 2016 trat Murray als General Manager der Senators zurück und übergab die Position seinem bisherigen Vize, Pierre Dorion. Murray trat vor allem aus gesundheitlichen Gründen zurück, da bei ihm bereits im November 2014 ein unheilbares Kolorektales Karzinom diagnostiziert worden war. Diesem erlag er am 12. August 2017 im Alter von 74 Jahren.
Sein Bruder Terry Murray war ebenfalls Trainer in der NHL.

## Erfolge und Auszeichnungen

### Als Trainer
- 1980 President’s-Cup-Gewinn mit den Regina Pats
- 1984 Jack Adams Award